# Биологические сети
Биологические сети — это любые сети, являющиеся частью биологических систем. Сеть, в свою очередь, — это любая система с подразделениями, которые связаны в единое целое, например, единичные виды, которые связаны в единую пищевую сеть. Биологические сети обеспечивают математическое представление связей, обнаруженных в результате экологических, эволюционных и физиологических исследований, таких как нервные сети. Анализ биологических сетей в отношении заболеваний человека привёл к появлению такой области, как сетевой медицины.

## Сетевая биология и биоинформатика
Сложные биологические системы могут быть представлены и проанализированы, как вычислимые сети. Например, экосистемы могут быть смоделированы как сети взаимодействующих видов, или белок может быть смоделирован как сеть аминокислот. Если расщеплять белок дальше, аминокислоты могут быть представлены в виде сети связанных атомов — таких, как углерод, азот и кислород. Вершины и ребра являются основными компонентами сети. Узлы представляют собой единицы в сети, в то время как ребра являются взаимодействием между единицами. Узлы могут представлять широкий спектр биологических единиц, от отдельных организмов до отдельных нейронов в мозге. Два важных свойства сети — степень и центральность графа. Степень (или связность, отличная от той, которая используется в теории графов) — число ребер, соединяющих узел, а центральность — мера того, насколько центральным является узел в сети. Узлы с высокой степенью межсетевого взаимодействия по существу служат мостами между различными частями сети (то есть взаимодействия должны проходить через этот узел, чтобы достигать других частей сети). В социальных сетях узлы с высокой степенью или высокой степенью централизованности могут играть важную роль в общей структуре сети. Ещё в 1980-х годах исследователи начали рассматривать ДНК и геномы как динамическое хранилище языковой системы с точными вычислимыми конечными состояниями представленными в виде конечного автомата. Недавние исследования сложных систем также показали некоторую далеко идущую общность в организации информации по проблемам биологии, информатики и физики, такие как Конденсат Бозе — Эйнштейна (особое состояние вещества).
Биоинформатика все больше смещает акцент с отдельных генов, белков и алгоритмов поиска на крупномасштабные сети, часто обозначаемые как омы такие как биомы, интерактомы, геномы и протеомы. Такие теоретические исследования показали, что биологические сети имеют много общих черт с другими сетями, такими как интернет или социальные сети, к примеру их сетевая топология .

## Сети в биологии

### Белок-белковые сети взаимодействия
Множество белок-белковые взаимодействий (PPI) в клетке образуют сети взаимодействия белков (PIN), где белки являются узлами, а их взаимодействия — ребрами.PIN являются наиболее тщательно проанализированными сетями в биологии. Существуют десятки методов обнаружения ИПП для выявления таких взаимодействий. Двугибридный анализ является широко используемой экспериментальной техникой для изучения бинарных взаимодействий.
Недавние исследования показали сохранение молекулярных сетей в течение долгой эволюции.Более того, было обнаружено, что белки с высокой степенью связности более важны для выживания, чем белки с меньшей степенью. Это говорит о том, что общий состав сети (а не просто взаимодействие между белковыми парами) важен для общего функционирования организма.

### Генные регуляторные сети (сети взаимодействия ДНК-белок)
Активность генов регулируется факторами транскрипции — белками, которые обычно связываются с ДНК. Большинство факторов транскрипции связываются с несколькими участками связывания в геном. В результате все клетки имеют сложные генные регуляторные сети. К примеру, человеческий геном кодирует порядка 1400 ДНК-связывающих транскрипционных факторов, которые регулируют экспрессию более 20000 человеческих генов. Технологии изучения генно-регуляторных сетей включают в себя ChIP-chip, ChIP-seq, CliP-seq и другие.

### Сети коэкспрессии генов (сети транскрипции-транскрипции)
Сети генной коэкспрессии можно интерпретировать как сети ассоциаций между переменными, которые измеряют содержание транскриптов. Эти сети были использованы для обеспечения системного биологического анализа данных микроматрицы ДНК, данных RNA-seq, данных miRNA и т. д. .
Анализ взвешенных сетей коэкспрессии генов широко используется для идентификации модулей коэкспрессии и внутримодульных генов-концентраторов. Модули коэкспрессии могут соответствовать типам клеток или путям. Высокосвязанные внутримодульные концентраторы можно интерпретировать как представителей их соответствующих модулей.

### Метаболические сети
Химические соединения живой клетки связаны биохимическими реакциями, которые превращают одно соединение в другое. Реакции катализируются ферментами. Таким образом, все соединения в клетке являются частями сложной биохимической сети реакций, которая называется метаболическая сеть. Можно использовать сетевой анализ, чтобы определить как отбор влияет на метаболические пути.

### Сигнальные сети
Сигналы передаются внутри сот или между сотами и, таким образом,образуют сложные сигнальные сети. Например,в Сигнальный путь ERK путь от поверхности клетки к ядру клетки передается серией межбелковых взаимодействий, реакций фосфорилирования и других событий. Сигнальные сети обычно объединяют интерактомы, генная регуляторная сети и метаболические сети.

### Нервные сети
Сложные взаимодействия в мозге делают его идеальным кандидатом для применения теории сетей. Нейроны в мозге тесно связаны друг с другом, и это приводит к тому, что сложные структуры присутствуют в структурных и функциональных аспектах мозга. К примеру,свойства маленького мира были продемонстрированы в связях между кортикальными областями мозга приматов или во время глотания у людей. Это говорит о том,что кортикальные области мозга не взаимодействуют напрямую друг с другом, но большинство областей могут быть достигнуты от всех других посредством всего лишь нескольких взаимодействий.

### Пищевые сети
Все организмы связаны друг с другом через пищевые взаимодействия в сложную пищевую сеть взаимодействий хищников и жертв. Стабильность подобных взаимодействий давно обсуждается в экологии. Сетевой анализ может использоваться для изучения стабильности пищевой сети и определения того, приводят ли определённые свойства сети к более стабильным сетям. Кроме того, сетевой анализ может быть использован для определения того, как выборочное удаление видов повлияет на пищевую сеть в целом. Это особенно важно, учитывая потенциальную потерю видов из-за глобального изменения климата.

### Межвидовые сети взаимодействия
В биологии парные взаимодействия исторически были в центре интенсивных исследований. Благодаря последним достижениям в области сетевых наук, стало возможным расширить парные взаимодействия, включив в них особей многих видов, участвующих во множестве взаимодействий, чтобы понять структуру и функцию более фундаментальных сетевых наук.Использование анализа социальных сетей может позволить как обнаружить, так и понять, как эти сложные взаимодействия связаны между собой в сети системы. Этот мощный инструмент позволяет изучать различные типы взаимодействий (от конкурентности до кооперации), используя одну и ту же общую структуру. К примеру, взаимодействия растений и насекомых-опылителей являются взаимовыгодными и часто включают в себя много разных видов опылителей, а также много разных видов растений. Эти взаимодействия имеют решающее значение для воспроизводства растений и, следовательно, для накопления ресурсов в основе пищевой цепи для первичных потребителей, однако этим сетям взаимодействия угрожают антропогенные факторы. Использование сетевого анализа может пролить свет на работу сетей опыления и, в свою очередь, может послужить основой для усилий по сохранению. Внутри сетей опыления гнездимость (то есть специалисты взаимодействуют с подмножеством видов, с которыми общаются универсалы), избыточность (то есть большинство растений опыляются многими опылителями) и модульность играют большую роль в стабильности сети. Эти свойства сети можно задействовать, чтобы замедлить распространение эффектов возмущения через систему и потенциально отчасти защитить буферную сеть от антропогенных изменений. В более общем плане, структура взаимодействия видов в экологической сети может рассказать нам о разнообразии, богатстве и надежности сети. Исследователи могут даже сравнить текущие конструкции сетей взаимодействия видов с историческими реконструкциями древних сетей, чтобы определить, как сети менялись с течением времени. Недавние исследования в этих сетях взаимодействия сложных видов связаны с пониманием того, какие факторы (например, разнообразие) приводят к стабильности сети.

### Внутривидовые сети взаимодействия
Сетевой анализ дает возможность количественно определить связи между индивидами, что позволяет вывести подробности о сети в целом на уровне видов и / или популяций.Исследователи, интересующиеся поведением животных во множестве таксонов, от насекомых до приматов, начинают включать сетевой анализ в свои исследования. Исследователи, интересующиеся социальными насекомыми (например, муравьями и пчелами), использовали сетевой анализ, чтобы лучше понять разделение труда, распределение задач и оптимизацию поиска пищи в колониях;Другие исследователи заинтересованы в том, как определённые свойства сети на уровне группы и / или населения можно объяснить поведение на индивидуальном уровне. Например, исследование манакинов с проволочными хвостами (маленькая птица семейства воробьиных) показало, что значение самца в сети в значительной степени повышает способность самца восходить в социальной иерархии (то есть в конечном итоге получить территорию и самку). В группах афалинов индивидуальное значение центральность графа и межличностного отношения могут предсказать, будет ли этот индивид демонстрировать определённое поведение, например, использование бокового шлепания и переворачивания вверх для руководства групповыми путешествиями; индивиды с высокими значениями межличностных отношений более связаны и могут получить больше информации, и, следовательно, лучше подходят для групповых путешествий и, следовательно, имеют тенденцию демонстрировать такое сигнальное поведение больше, чем другие члены группы.
Сетевой анализ также можно использовать для описания социальной организации вида в целом, что часто выявляет важные ближайшие механизмы, способствующие использованию определённых поведенческих стратегий. Эти описания часто связаны с экологическими свойствами (например, распределение ресурсов). Например, сетевой анализ выявил тонкие различия в групповой динамике двух родственных видов в сливающееся-делящееся сообществе - зебр Греви и куланов; Зебры Греви показывают четкие предпочтения в выборе ассоциаций, когда делятся на более мелкие группы, в то время как куланы — нет. Аналогичным образом, исследователи, интересующиеся приматами, также использовали сетевой анализ для сравнения социальных организаций по разным порядкам приматов, предполагая, что использование сетевых показателей (таких как централизованность, склонность к группировке) может быть полезным с точки зрения объяснения типов социального поведения. мы видим внутри определённых групп, а не других.
Наконец, анализ социальных сетей может также выявить важные колебания в поведении животных в изменяющейся среде. Например, сетевой анализ самок медвежьих павианов (Papio hamadryas ursinus) выявил важные динамические изменения в разные сезоны, которые ранее были неизвестны; вместо того, чтобы создавать стабильные, долговременные социальные связи с друзьями, было обнаружено, что у павианов наблюдаются более изменчивые отношения, которые зависят от краткосрочных непредвиденных обстоятельств, связанных с динамикой на уровне группы, а также изменчивостью окружающей среды. Изменения в среде социальной сети человека также могут влиять на такие характеристики, как «личность»: например, общительные пауки, которые толкаются с более смелыми соседями, имеют тенденцию к увеличению и смелости. Это очень небольшой набор общих примеров того, как исследователи могут использовать сетевой анализ для изучения поведения животных. Исследования в этой области в настоящее время расширяются очень быстро. Анализ социальных сетей является ценным инструментом для изучения и возможности раскрытия новой информации о поведении животных и социальной экологии, которая ранее была недостаточно исследована.